# Cidaria costovata
Cidaria costovata là một loài bướm đêm trong họ Geometridae.